# ヴィルヘルム・ピーク
フリードリヒ・ヴィルヘルム・ラインホルト・ピーク（ドイツ語: Friedrich Wilhelm Reinhold Pieck, 1876年1月3日 - 1960年9月7日）は、ドイツの共産主義の政治家。東ドイツの初代大統領。彼以後は国家評議会議長が元首となり、大統領制が廃止されたので、最初で最後の大統領である。

## 概要
ピークは1890年代からブレーメンのドイツ社会民主党 （SPD）の党員として活動し、1917年にドイツ独立社会民主党（USPD）に移籍、1919年にはドイツ共産党（KPD）の共同創設者となり、党幹部となった。1931年から1943年まで、コミンテルン執行委員会（ECCI）の議長団の一員であった。1933年からパリに滞在し、1935年から1945年までは主にモスクワに滞在した。彼が中心的な役割を果たしたSPDとKPDのドイツ社会主義統一党（SED）への強制統合により、1946年に元SPDのオットー・グローテヴォールと並んでSEDの共同議長となり、1949年のドイツ民主共和国建国後、初代にして最後の共和国大統領の地位にあった。
息子のアルトゥール・ピークはソ連で赤軍従軍の後、インターフルークの代表を務めた。

## 経歴

### 生い立ち
ピークは1876年、ドイツ東部ナイセ川沿いの街、グーベン（Guben）で馬車の御者の家に父のフリードリヒ・ピークと母のアウグストの息子として生まれた（現在グーベンは、ナイセ川を境にドイツ側のグーベン市とポーランド側のグービン市に分かれているが、彼は川の東側の現ポーランド領出身)。ピークが2歳の時母親が死亡。父親はすぐに洗濯婦のヴィルヘルミン・バーロと再婚した。彼は大工となるべく学校に進んだ。1894年には職人としてドイツ木材労働者協会に入会したが当時の国際情勢から来るイデオロギーの影響や政治的野心から、彼は政治の道へ入った。

### 政治活動

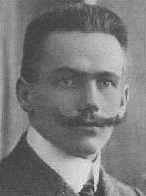
社民党書記時代のピーク (1906年)

大工として、ピークは木工労働者連盟に1894年に参加し、そこから1895年にドイツ社会民主党（SPD）に入党した。彼は党内で昇進し、1899年には党都市部議長（委員長）となり、1906年には党の常勤の書記となった。1907年から翌年にかけてはベルリンにあった党の中央学校で学び、ローザ・ルクセンブルクの影響を受けている。1914年、彼はベルリンのシュテーグリッツの3部屋のアパートに引っ越した。この頃彼は本がたくさん並んだ自分の書斎も持っていた。1915年5月、彼は帝国議会前の大規模な女性デモで逮捕され、10月まで「保護拘束」されていた。1916年、ブレーメンの党書記としてアントン・パンネクークに党学校で社会主義理論を教え続けるよう求めていた。第一次世界大戦が勃発するとピークは党内左派の一員であったため、平和主義に賛同して戦争に反対の立場をとった。彼はドイツ帝国陸軍への徴兵には応じたが反戦的な態度から憲兵に逮捕され営倉に入れられた。脱走後ピークはしばらくベルリンに潜伏してスパルタクス団に入り、のちアムステルダムに逃れた。
1918年ベルリンに戻ると政治活動に戻った。彼はプロイセン州議会に加わる一方、ドイツ共産党（KPD）の結党に参加しその政治局員となった。翌年1月のスパルタクス団蜂起では虐殺されたローザ・ルクセンブルクやカール・リープクネヒトらと共に政府側の義勇軍に捕えられたが息子のアルトゥールやロッテ・プレフカらの助けで脱出することができた。
彼はKPD中央委員会の代表としてエッセンに滞在し、ルール赤軍の指導部を設立し、ビーレフェルト協定後の党の利益のために、ルール蜂起の経過を政治的、軍事的に指示することになった。しかし、エッセン中央協議会をルール赤軍の執行協議会や戦闘指導部のような統制機関として機能させることには失敗した 。 回顧すると、労働者委員会やストライキ委員会との交渉における彼の役割は異なって評価されており、一部では、ビーレフェルト協定が破られた後に、国軍と右翼のドイツ義勇軍がルール地方に進駐し労働者を弾圧し、残忍な報復を行ったことの、一部責任がピークにあるとも言われている。後にドイツ民主共和国の歴史家は、ピークの「現実的な志向」であると賞賛した。ピークは1921年にはKPDによりコミンテルンの代表委員に選ばれ、レーニンに接する機会を得た。1928年には帝国議会議員に当選している。国際的な共産主義活動が認められ、1931年にはコミンテルン代表委員長に選出された。

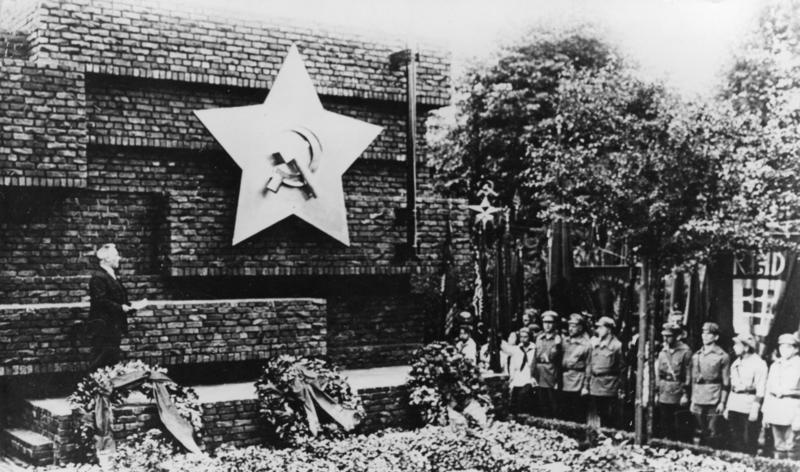
ミース・ファン・デル・ローエ作の共産党殉難者碑を除幕し挨拶するピーク（左端）（1926年6月、ベルリン）

1930年8月5日の演説で、ピークは「労働者男女」に向けて彼のマルクス・レーニン主義的な世界観を概説している。国家社会主義ドイツ労働者党（ナチス）の勃興に憂慮を示し、ピークは彼の考える共産主義の体制とナチスの理想とする体制との違いを情熱的に解説している。彼は「共産主義者だけが労働者を救う」と論じ、これに反してナチスは労働者の味方になるどころか「党の指導のもとに大衆の過激化が進む」と述べている。ピークは「労働者たちが団結すれば強力だ」と信じ、ドイツ人は「戦争とファシズムの帝国主義的脅威に対する闘争を続け、社会主義の『ソビエト・ドイツ』実現のための闘争を続けなければならない」と主張した。

### ソ連での活動
ピークはアドルフ・ヒトラーの政権獲得への反対と、ヨシフ・スターリンとの連携を行った。1933年のナチスの政権獲得と権力集中、共産党の非合法化により、ピークは1934年5月にフランスに亡命し、1935年にブリュッセルで開かれた党会議では獄中にあるエルンスト・テールマン議長に代わる議長代行に選出されモスクワに移った。モスクワでは彼はソ連共産党に様々な形で協力した。スターリンによる大粛清の時はソ連に亡命したドイツの共産主義者も多くが犠牲となったが、ピークはヴァルター・ウルブリヒトらのスターリンに忠実なグループに属してこれを免れた。1938年から1943年まではコミンテルンの総書記（General Secretary）となった。またピークは、ドイツの意図と将来の戦争への道に関してスターリンに助言する重要な役割を果たした。
1941年、ピークはウルブリヒトとともにスターリンと会い、ヒトラーについて徹底的に分析して警告を発し、赤軍を西へ進軍させるスターリンの希望について議論している。会合の指揮やその記録など、ピークの果たした役割はその50年後に記録が公開されるまで不明であった。1943年、ピークはナチスに抵抗するソ連主導のドイツ人抵抗組織、自由ドイツ国民委員会（Nationalkomitee Freies Deutschland、NKFD）の創設者のひとりとなった。NKFDは第二次世界大戦後のドイツの社会主義化という将来も視野に入れていた。1945年の終戦後、ピークは赤軍とともにドイツに入りドイツ共産党を再建し、ソ連をモデルにしたプロレタリアート独裁や共産主義体制を導入するため、ソ連占領地域の社会民主党と共産党を半強制的に併合させて元SPDのオットー・グローテヴォールと共にドイツ社会主義統一党 (SED) を誕生させ共同議長になった。

### 東ドイツ大統領

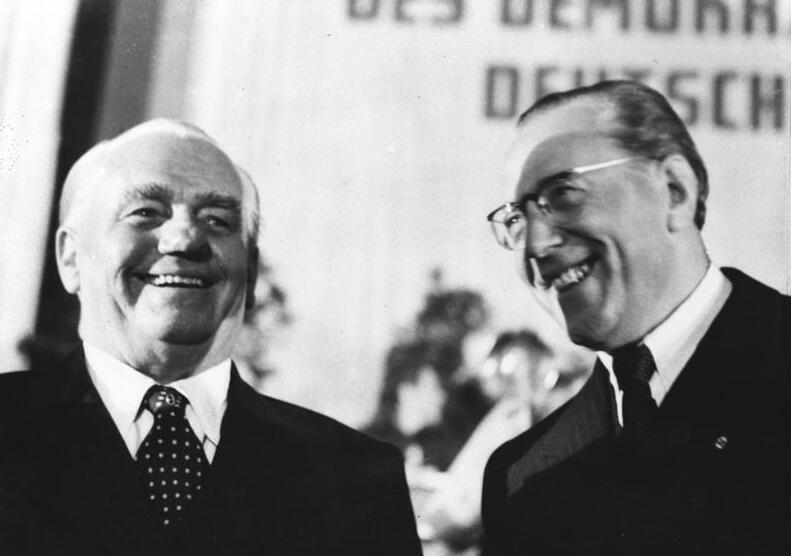
ピーク（左）とオットー・グローテヴォール

1949年、ソ連占領地域はドイツ民主共和国（東ドイツ）として独立し、ピークは初代大統領（Präsident der Republik）となった。1950年にヴァルター・ウルブリヒトが党の第一書記に就任すると、彼はSEDの議長の座を失った。それでもヨシフ・スターリンの信頼により、他のポストは維持された。ピークは新たにドイツ社会主義統一党の指導者となったヴァルター・ウルブリヒトと違い、彼は国民の間からの人気もあった。ただしその在任の後期には健康状態の悪化から公式の場に現れることはほとんどなかった。
ピークは1960年の心臓麻痺による死去まで東ドイツの初代にして唯一の大統領を務めた。スターリニズムを世界へ、とりわけ東西の境界に位置するドイツへ広げるピークの能力をスターリンは信頼していた。彼のイデオロギーはスターリンからの全面的な信頼を得るのに役立ち、その結果東ドイツの指導者として最後まで務め上げることができた。ピークが大統領になった時はすでに73歳であった。彼は名目上、ドイツ民主共和国においてグローテヴォール首相に次ぐ国家最高ポストを持ち、党設立後の4年間はSED共同議長を務めたが、党内で大きな影響を持つことはなかった。1953年7月13日、2度目の脳梗塞を患う。また、肝硬変が進行し、腹水が溜まっている状態であった。2度目の脳梗塞の前に作成された詳細な診断書には、「右の軽い麻痺、口角が少し下がり、呼吸は喘ぎかいびき、脈拍は遅くなり、四肢筋の調子は低下・・・」と記されている。1960年9月7日心臓発作で亡くなった。

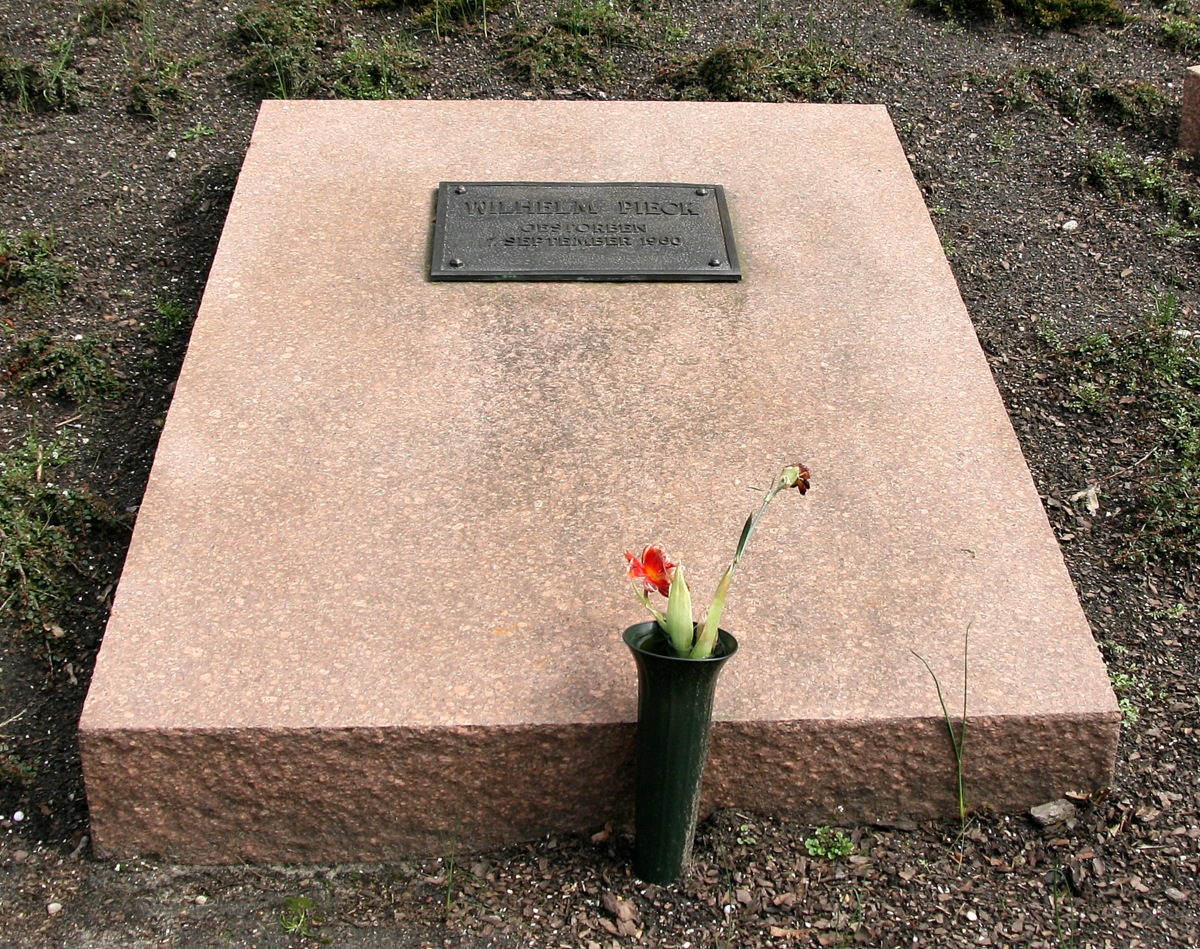
ベルリンにあるピークの墓

旧東ドイツ時代には彼の出身地グーベンが公式には「ヴィルヘルム・ピーク都市グーベン」と呼ばれたほか、ロストック大学も彼の名が冠されヴィルヘルム・ピーク大学と改名され、また各都市で大通りや広場に彼の名が付けられた。そのほとんどは1990年の東西ドイツ再統一の際に東ドイツ以前の旧名に戻されるか改名されたが、少数ながら現在も残っている所もある。

## ギャラリー

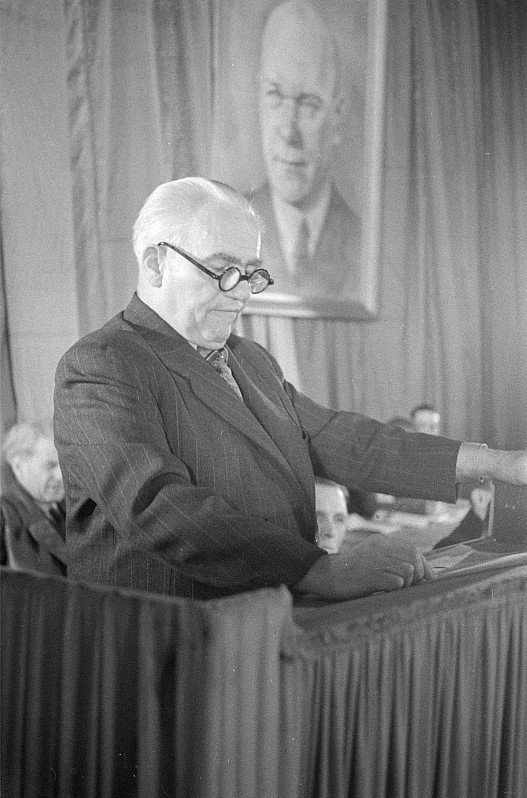
ドイツ社会主義統一党創設の際の写真 （後ろの肖像画はドイツ共産党議長のエルンスト・テールマン）
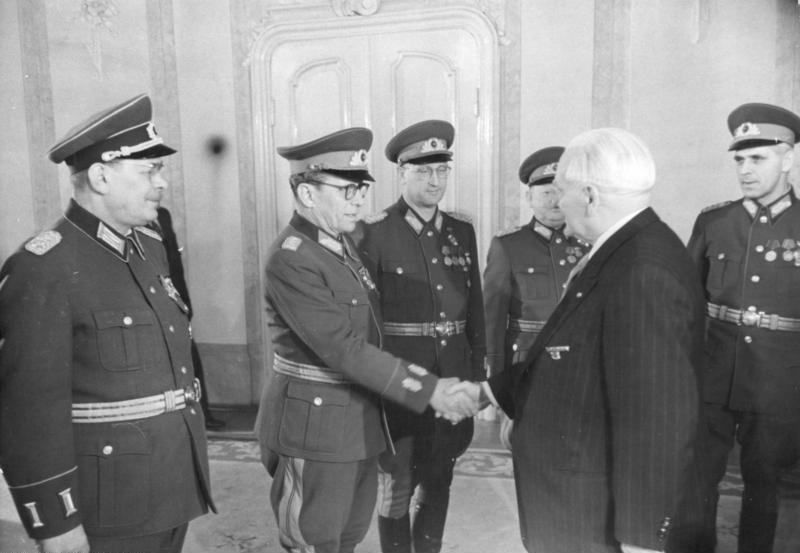
国家人民軍創設記念日の際の写真 （ピークと握手している将官は元ドイツ国防軍のヴィンツェンツ・ミュラー中将。右後ろにいるのは、後に国家評議会議長となるヴィリー・シュトフ）
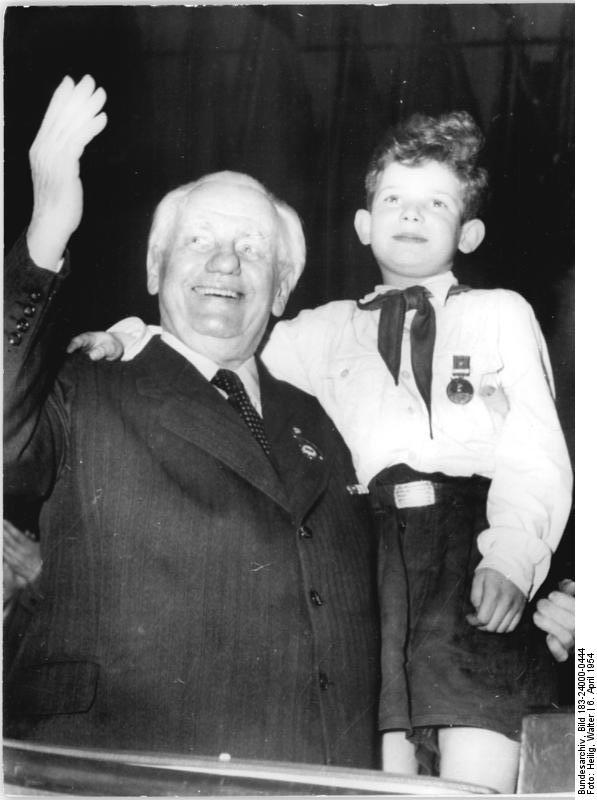
ドイツ社会主義統一党党大会の写真
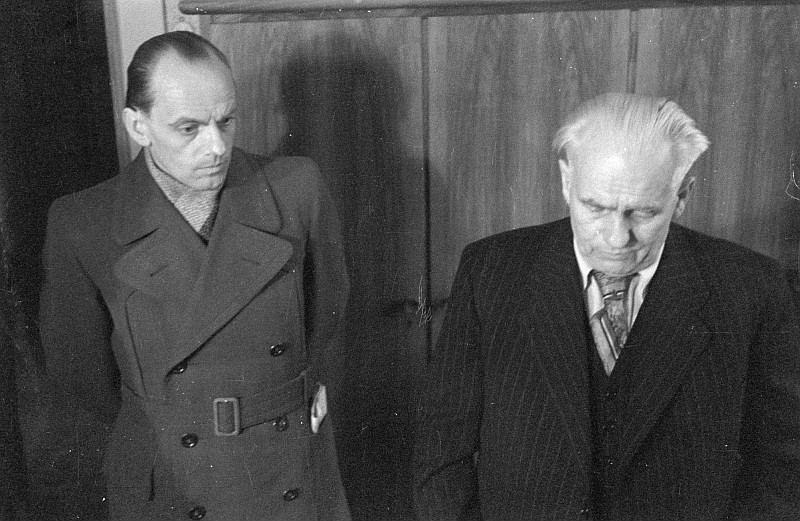
70歳の誕生日に、息子のアルトゥールと

ドイツ民主共和国のドイツ郵政公社は、ピークの肖像画が描かれた切手や記念シートに使用した。またドイツ民主共和国記念硬貨の20マルクコインにもピークの横顔の肖像が描かれていた。
北朝鮮の咸興市のメインストリートは、朝鮮戦争後、ドイツ民主共和国の復興支援を受けて「ヴィルヘルム・ピーク大通り」と呼ばれていたが、その後、「忠誠の通り」と改名された。南極大陸のピーク海嶺には、彼の名前が刻まれている。またピークは、ベルリン、ホイエルスヴェルダ、プラウエンの名誉市民（それぞれ1946年に任命）をはじめ、さまざまな分野で名を馳せた。

## 著書
- 『ドイツ共産党の歴史』〈青木文庫〉、大木理人（訳）、青木書店、1954年10月15日。
- 『統一戦線への歴史的転換』〈国民文庫〉、阪東宏（訳）、大月書店、1976年4月26日。ISBN 9784272844401。
  - コミンテルン第7回大会での報告